# 日新站 (咸镜南道)
日新站（韓語：일신역）是朝鮮民主主義人民共和國咸镜南道端川市的一個鐵路車站，属于平罗线。

## 邻近车站
平罗线
龙台站 - 日新站 - 晩春站